# Дредноут (гітара)

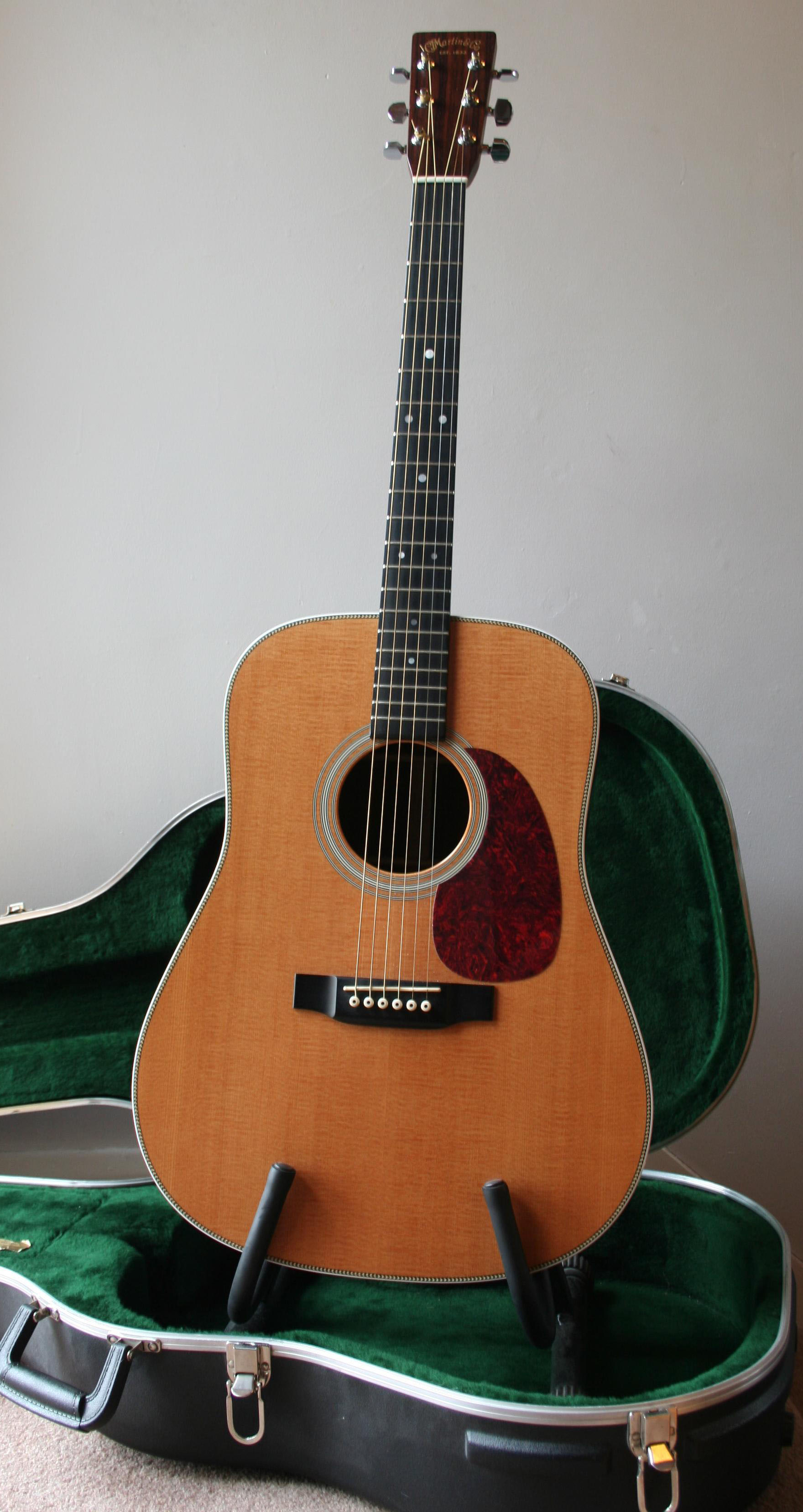
Дредноут

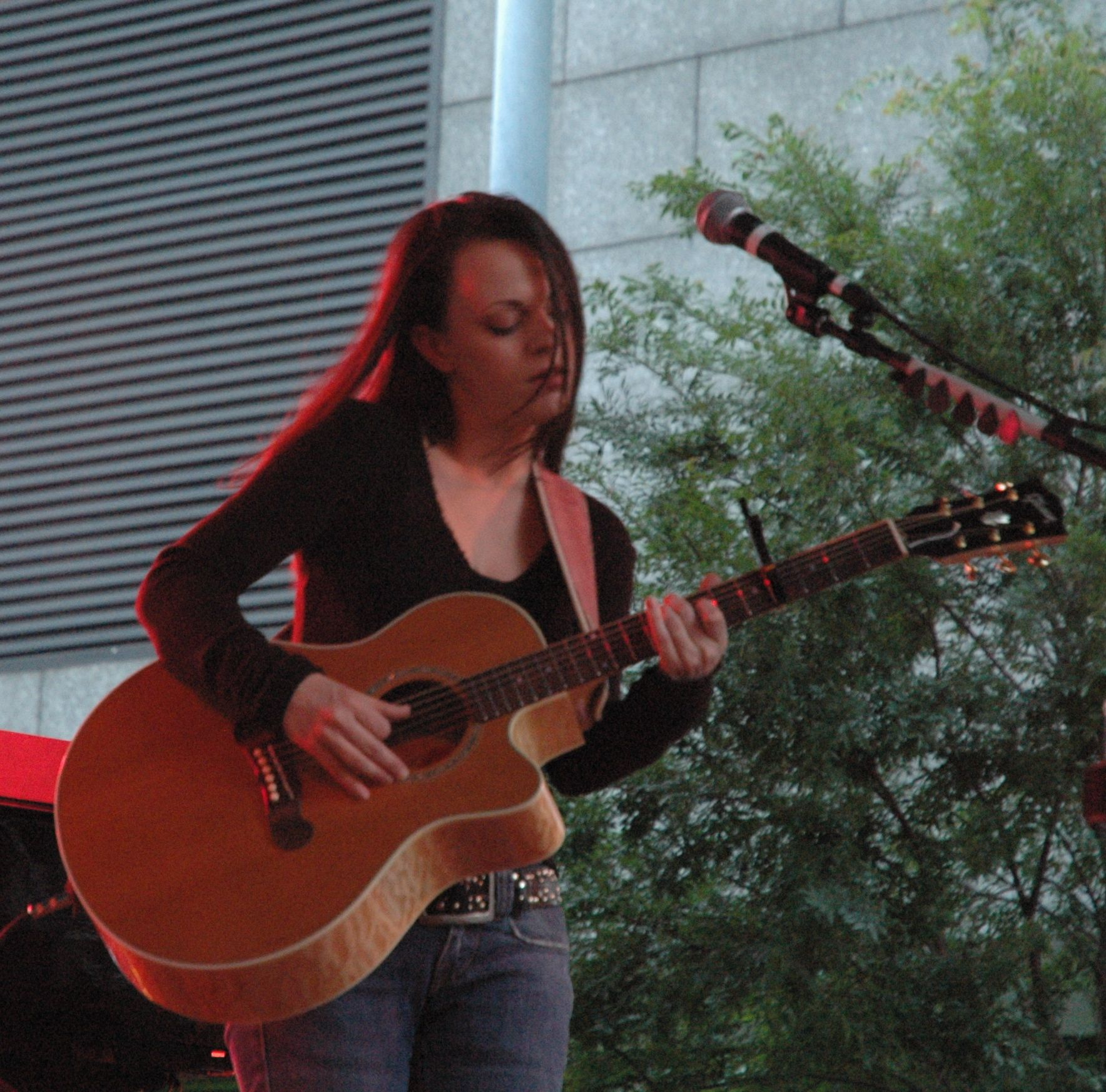
Дредноут із вирізом під основою грифа.

Дредноут (англ. dreadnought) — вид акустичних гітар, що відрізняється збільшеним корпусом характерної «прямокутної» форми та звуженим грифом у порівнянні із класичною гітарою. Великий корпус дає підвищену гучність гітари і переважання низьких частот в тембрі. Розроблений в 1916 році фірмою «Мартін» і досі вважається стандартом в гітаробудуванні.
У 20-х роках гітару використовували переважно для виконання кантрі і популярно-естрадної музики. У 50-х разом з іншими фолк-гітарами її також використовували для домашніх або бардівских стилів, акустичного блюзу.
Назва походить від нового на час винаходу гітари типу військових кораблів, розроблених у 1906 році — великих, озброєних гарматами єдиного великого калібру — дредноутів.

## Особливості
Дредноути мають корпус «прямокутної» форми, він більший, в порівнянні з корпусом класичної гітари, гриф вужчий, в порівнянні з класичною і має анкерний стрижень.
Так само є варіанти дредноутів з вирізом під основою грифа, це полегшує доступ при грі на останніх ладах.
Дредноути, як і класичні гітари настроюються на стандартний лад
- 1 струна — E (мі першої октави)
- 2 струна — H (сі малої октави)
- 3 струна — G (соль малої октави)
- 4 струна — D (ре малої октави)
- 5 струна — A (ля великої октави)
- 6 струна — E (мі великої октави)

Оскільки сила натягу у металевих струн більше ніж у нейлонових, ці гітари, як правило, дуже міцні і виготовлені з певних порід дерева.
На дредноутах переважно грають медіатором. Щоб не пошкодити корпус, на верхній деці встановлюється спеціальна пластикова накладка. На відміну від класичних моделей, які зазвичай використовують для гри пальцьовою технікою, дредноут частіше застосовується для гри «чосом». Також дредноут звучить голосніше, ніж оркестрові моделі, хоча у них і збалансованіший звук.